# Королевская национальная библиотека Нидерландов
Королевская библиотека Нидерландов, КБ (нид. Koninklijke Bibliotheek, сокр. KB) — национальная библиотека Нидерландов, расположенная в Гааге.

## История
Королевская библиотека Нидерландов была основана в 1798 году. В основе книжного собрания была частная библиотека эмигрировавшего принца Вильгельма V Оранского. В 1806 году библиотека получила от короля Людовика Бонапарта наименование «королевской». В 1892 году ей было присвоено звание «национальной библиотеки Нидерландов». С 1993 года Королевская библиотека Нидерландов является самоуправляющимся учреждением, получающим финансовое содержание от министерства образования, культуры и науки Нидерландов.

## Фонды и задачи
Королевская библиотека Нидерландов является общенациональным заведением, заданием которого является хранение печатного и рукописного культурного наследия страны и обеспечение каждому желающему доступ к знаниям и культурному наследию Нидерландов. Она также обеспечивает научные круги необходимой информацией и предоставляет возможности для учёбы студентов, сотрудничая с Университетской библиотекой Лейдена. В основе научных интересов для Королевской библиотеки Нидерландов являются гуманитарные предметы, в первую очередь это нидерландские история, язык и культура.
В собрание библиотеки попадают все публикации на нидерландском языке. В отличие от других национальных библиотек, КБ является библиотекой, для которой издательства могут сами решать — дарить им ей свои книги — или нет. В других странах зачастую издатели обязаны это делать. Собрание библиотеки охватывает 3,5 миллиона изданий, из которых 2,5 миллиона книг. КБ также подписана приблизительно на 15 тысяч газет. Годовой бюджет её составляет 36 миллионов евро (на 2006 год). Годовой абонемент на пользование фондами библиотеки стоит 15 евро. Каталог Королевской библиотеки Нидерландов размещён в Интернете. КБ располагает крупнейшим в Европе собранием литературы по теории шахматной игры (около 40 тысяч томов, см. Ван дер Линде — Нимейера библиотека).

## Ценные ресурсы
- Эгмондовское евангелие (около 850 г.);
- Якоб ван Мерлант «Зеркало истории» (Spieghel Historiael), рукопись, 1325—1335;
- Нидерландская историческая библия (Nederlandse Historiebijbel). Утрехт, 1443.
- Отенский псалтырь (Psalter. Autun), около 1470.
- Альбом «Liber Amicorum», принадлежавший Jacobus Heiblocq (1623—1690). В альбоме есть автографы поэта и драматурга Йоста ван ден Вондела, педагога Яна Амоса Коменского, рисунки художников Рембрандта, Яна де Брая (включая знаменитый рисунок пером «Шахматист»), Гербранда ван ден Экхоута, Jan Gerritsz. van Bronckhorst.

## Галерея

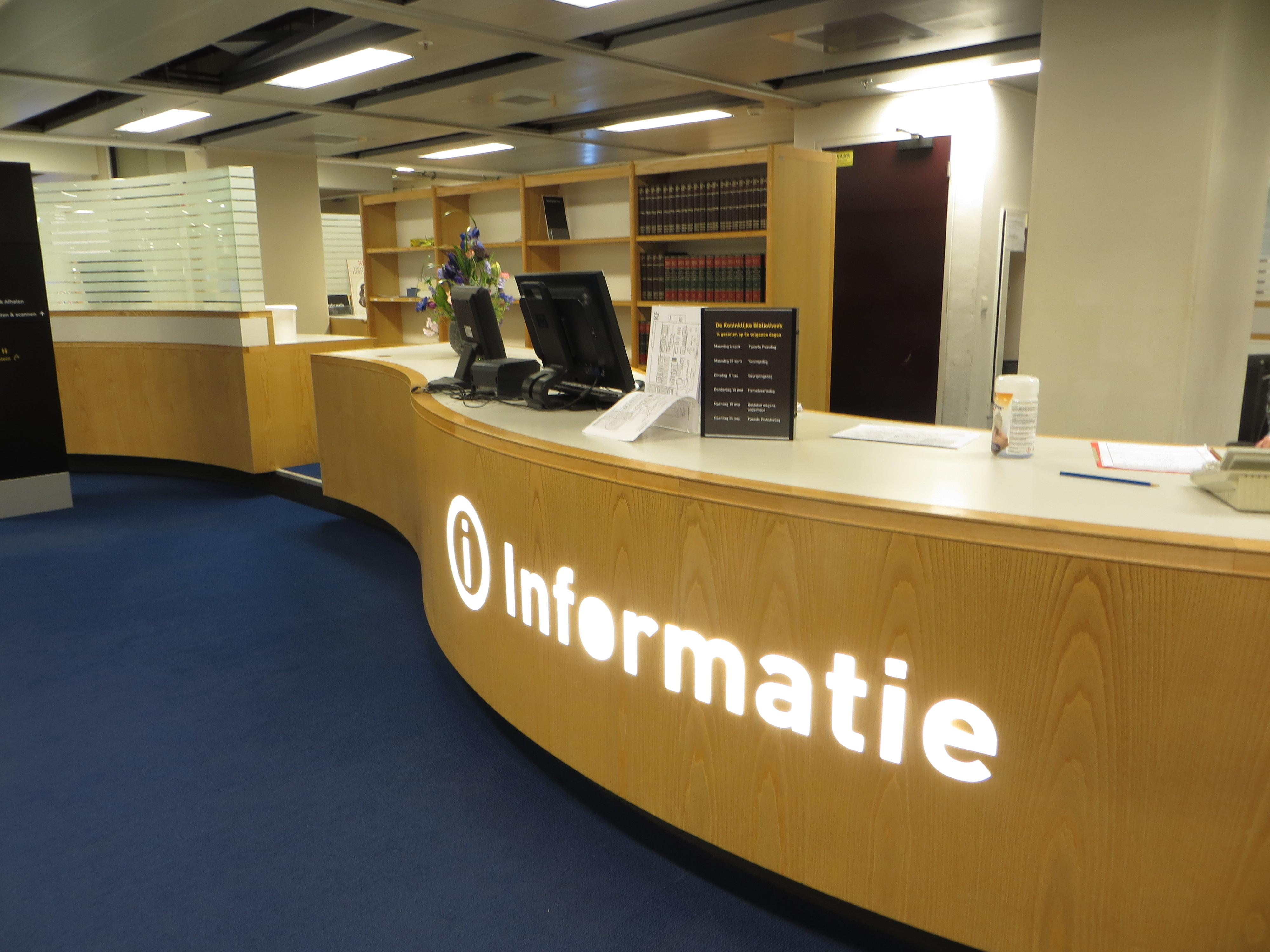
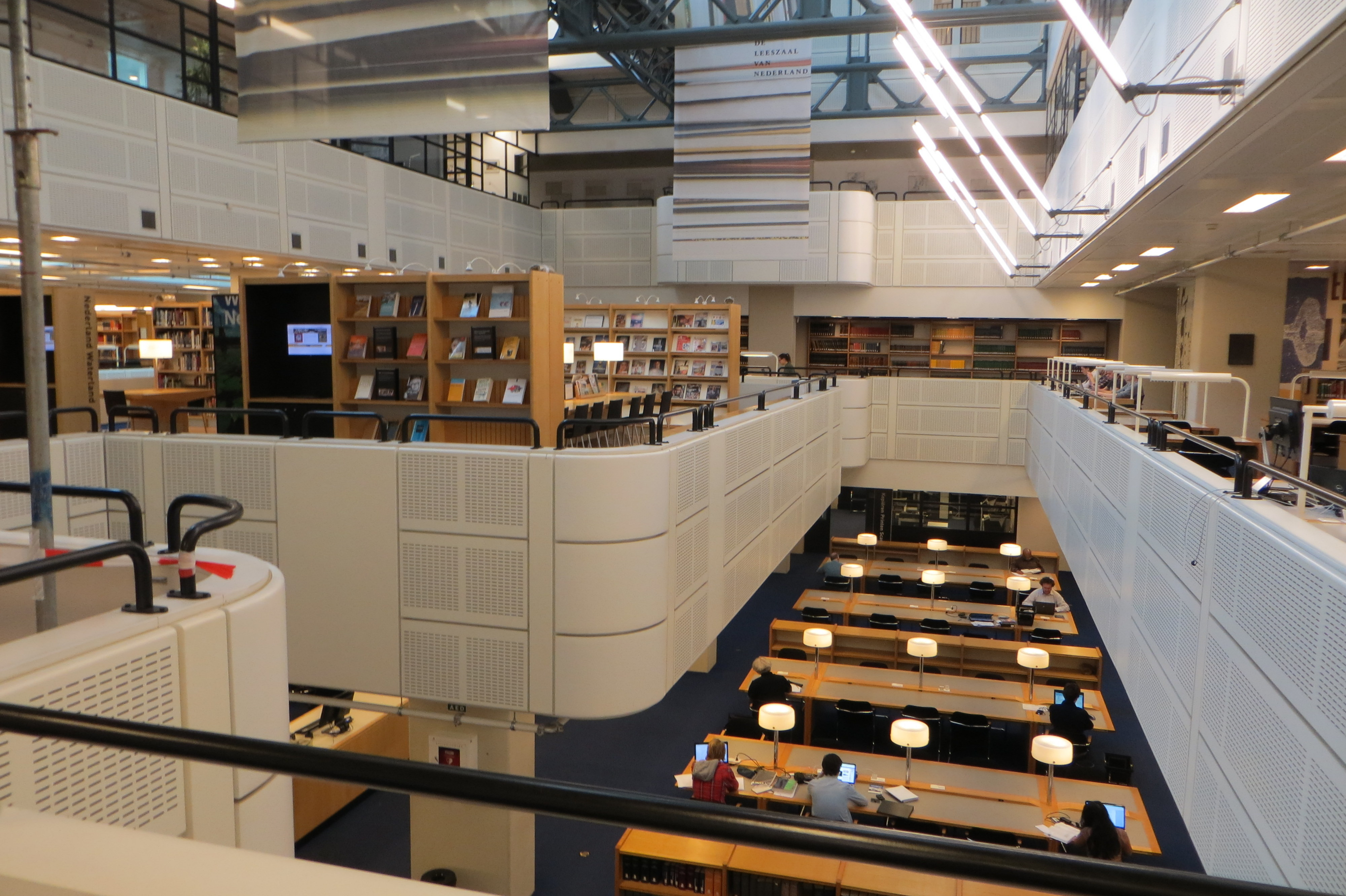
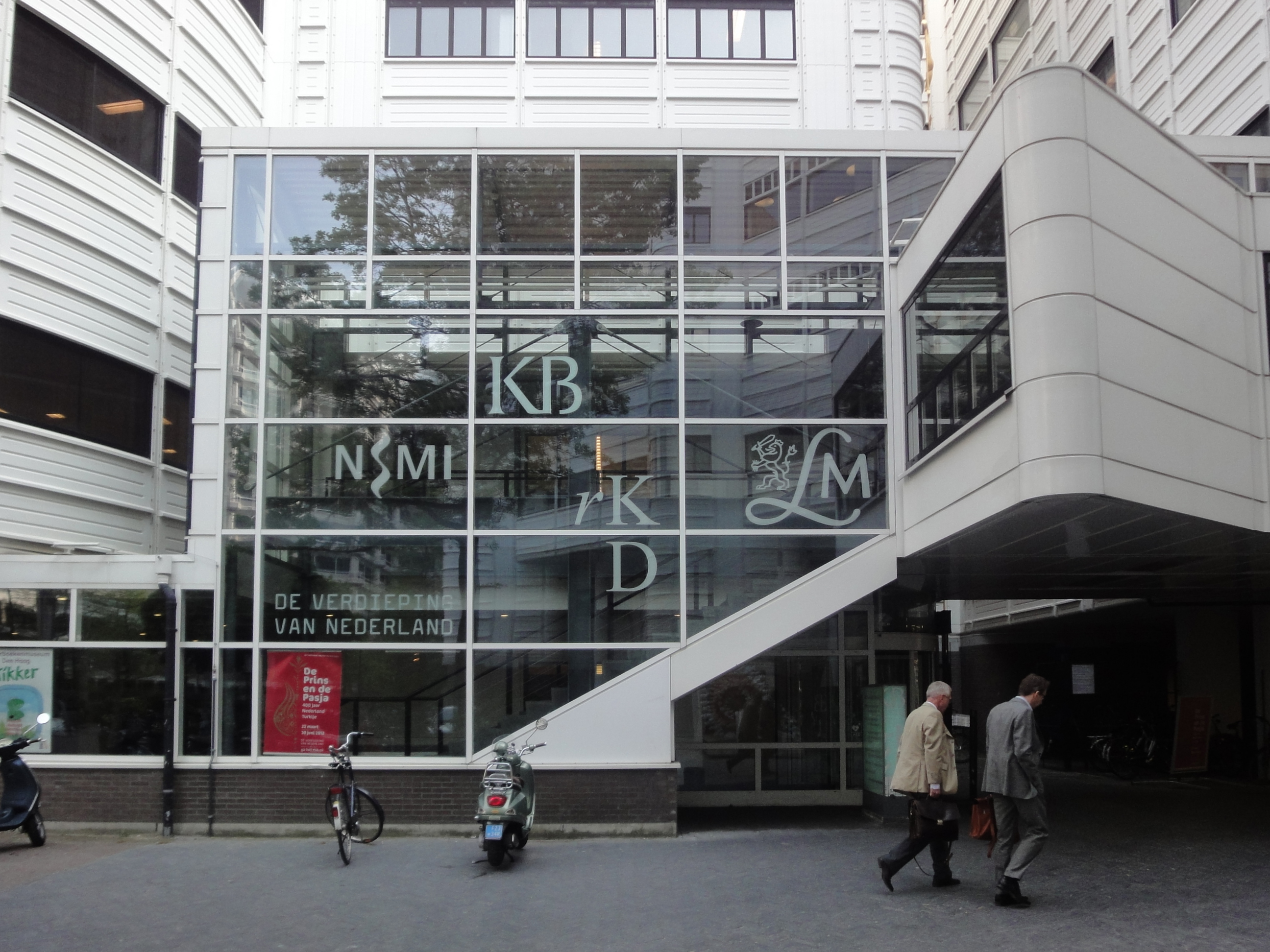
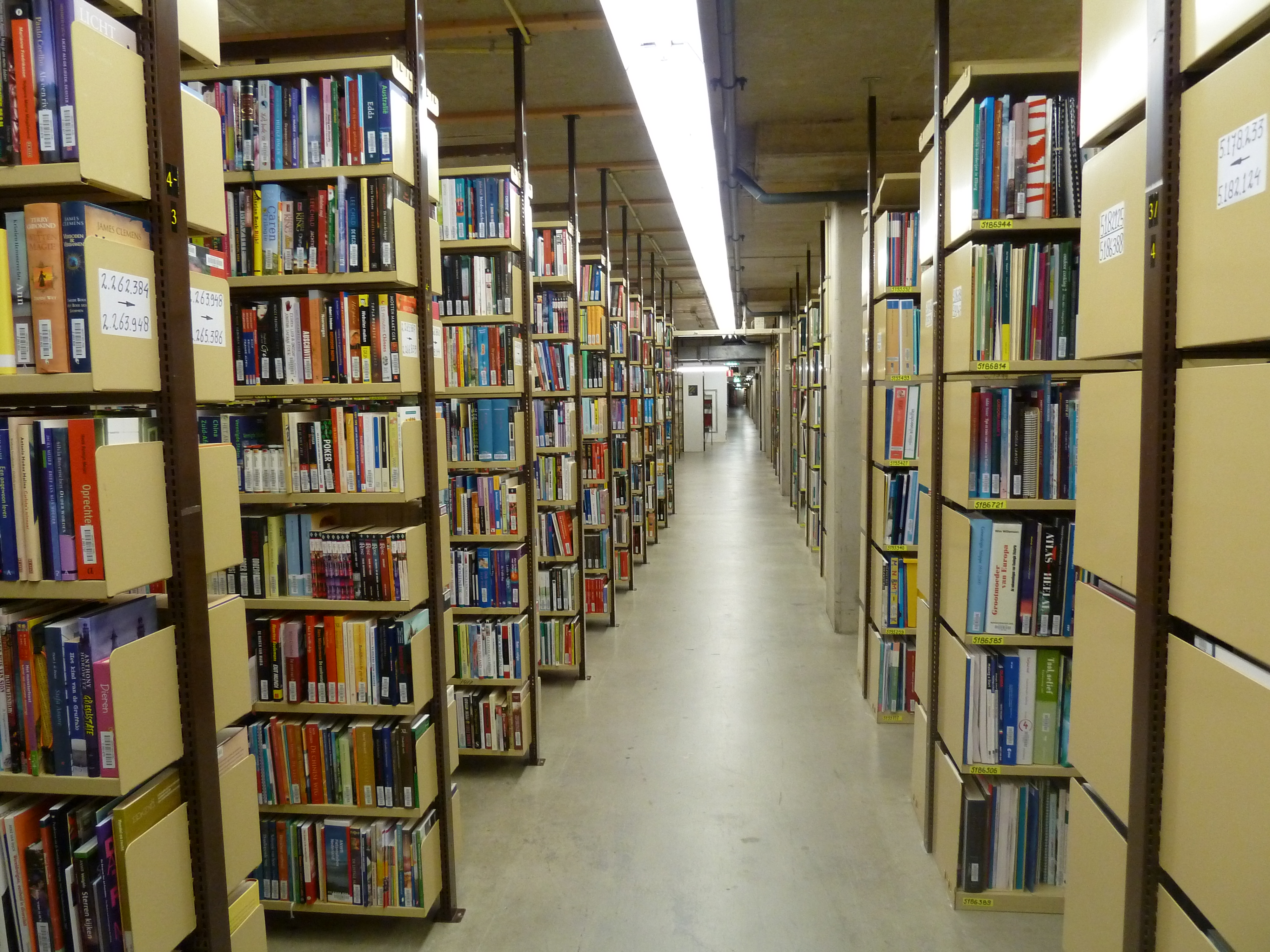
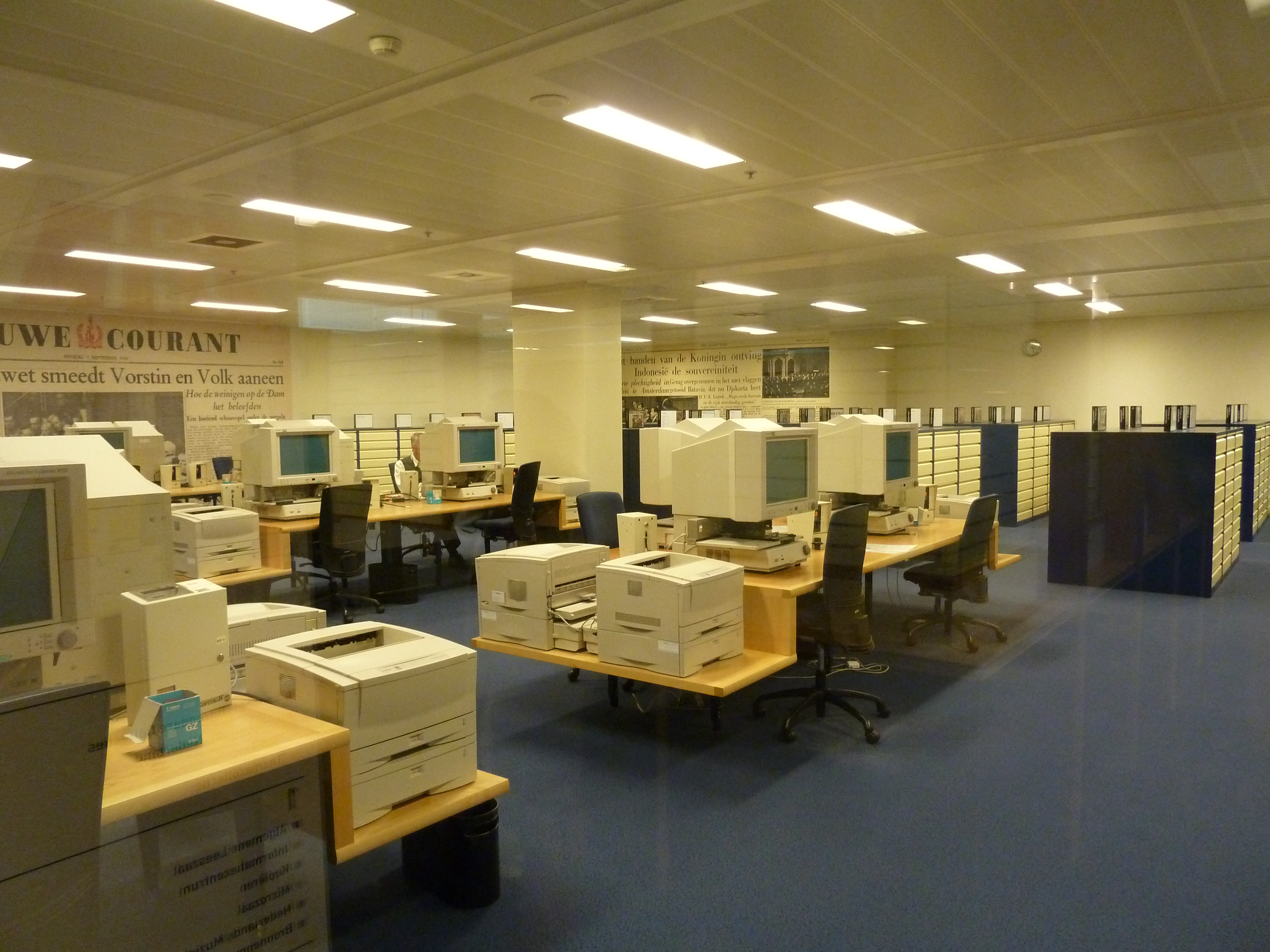